# Лакат (Невесиње)
Лакат је насељено мјесто у општини Невесиње, Република Српска, БиХ. Према попису становништва из 1991. у насељу је живјело 154 становника.

## Становништво
На Попису 1991. године овдје су живјеле породице: Демић, Голош, Кајан и Нурковић.
| Демографија | Демографија | Демографија |
| Година      | Становника  | Становника  |
| ----------- | ----------- | ----------- |
| 1961.       | 351         |             |
| 1971.       | 291         |             |
| 1981.       | 218         |             |
| 1991.       | 154         |             |